# ジョヴァンニ・フランチーニ
ジョヴァンニ・フランチーニ（Giovanni Francini、1963年8月3日 - ）は、イタリア、マッサ出身の元サッカー選手。現役時代のポジションは左サイドバック。

## 経歴
1980年にトリノFCでプロデビューを果たし、1987年まで在籍した。トリノでは通算157試合に出場した。1988年にSSCナポリに移籍、1993-94年シーズンまで在籍した。この間の1989-90年シーズン、リーグ優勝UEFAカップの2冠を獲得した
1986年11月15日にスイスとの対戦でイタリア代表デビュー。通算8試合でのプレー経験がある。1988年にはパオロ・マルディーニの控え選手として欧州選手権に参加した。

## タイトル
- ナポリ
  - セリエA : 1989-90
  - UEFAカップ : 1988-89
  - スーペルコッパ・イタリアーナ : 1990